# 中央军委纪律检查委员会政治工作局
中央军委纪律检查委员会政治工作局，位于北京市，是中央军事委员会纪律检查委员会下属局，为中央军委纪律检查委员会的政治工作部门。

## 沿革
在深化国防和军队改革中，2016年1月，成立中央军事委员会纪律检查委员会，其下设中央军委纪律检查委员会政治工作局，作为中央军委纪律检查委员会的政治工作部门。

## 历任局长
| 中央军委纪律检查委员会政治工作局主任 1. 蒲永能 大校（2016年—2017年6月） 2. 梁平 大校（2017年—？） | 中央军委纪律检查委员会政治工作局副主任 |